# Hoolehua (Hawái)
Hoolehua es un área no incorporada ubicada en el condado de Maui en el estado estadounidense de Hawái.

## Geografía
Hoolehua se encuentra ubicado en las coordenadas 21°10′16″N 157°4′17″O / 21.17111, -157.07139.